# Антоновское сельское поселение (Омская область)
Антоновское се́льское поселе́ние — муниципальное образование в Нижнеомском районе Омской области Российской Федерации.
Административный центр — село Антоновка.

## История
Статус и границы сельского поселения установлены Законом Омской области от 30 июля 2004 года № 548-ОЗ «О границах и статусе муниципальных образований Омской области».

## Население
| 2010 | 2011 | 2012 | 2013 | 2014 | 2015 | 2016 |
| ---- | ---- | ---- | ---- | ---- | ---- | ---- |
| 910  | ↘907 | ↘868 | ↘843 | ↘801 | ↘771 | ↘751 |
| 2017 | 2018 | 2019 | 2020 | 2021 | 2023 |      |
| ↘731 | ↘583 | →583 | ↗587 | ↗690 | ↘686 |      |

## Состав сельского поселения
| № | Населённый пункт | Тип населённого пункта       | Население |
| - | ---------------- | ---------------------------- | --------- |
| 1 | Антоновка        | село, административный центр | 745       |
| 2 | Пугачёвка        | деревня                      | 165       |